# Orbitolinenschichten
Die Orbitonienschichten sind mergelige Sedimentgesteine in den Schweizer Alpen. Sie wurden erstmals am Lopperberg (Steinbruch Hellegg 667.850/203.050) von Franz Joseph Kaufmann als die Schichten „zwischen zwei Rudistenkalkmauern“ (unterer und oberer Schrattenkalk) beschrieben. Die Orbitolinenschichten entstanden in der Zeit des Aptium, das zur unteren Kreide zählt und gehören zur helvetischen Schichtfolge. Heute sind sie als Bestandteil der Rawil-Member zugeordnet.
Es handelt sich dabei um gut geschichtete, bräunliche bis schwarzgraue Kalkbänke, die mit Mergellagen und knolligen Schichten in Wechsellagerung liegen. Als Ursache dieser Wechsellagerung wird eine rhythmische Sedimentation mit mehreren kleinen Regressionen und Transgressionen angenommen. Während der Regression nahm der Anteil detritischer Sedimentation zu. So sind manchmal Sandsteinbänke eingelagert. Die knolligen Schichten können als Ablagerungen in Küstennähe mit grösserer Fliessenergie des Wassers gedeutet werden.
Die Orbitolinenschichten sind sehr fossilreich, darunter Seeigel, Brachiopoden, Muscheln (Rudisten), Austern und seltener Korallen. Namengebend sind die zahlreichen Orbitolinen (Foraminiferen). An der Pilatussüdseite (Lokalität: Chilchsteinen 1865 m. ü. M.) konnte ein fossiler Wurzelboden, wahrscheinlich von einer mangrovenartigen Vegetation, nachgewiesen werden. Das bestätigen neben dem hohen Detritusanteil auch die ufernahen Ablagerungsverhältnisse.